# Jean Amelin
Pour les articles homonymes, voir Jean Amelin (homonymie) et Amelin.
Jean Amelin, né le 28 mai 1927 à Anglure et mort le 8 mars 2012 à Châlons-en-Champagne, est un homme politique français.

## Détail des fonctions et des mandats
Mandats locaux
- Maire de Fère-Champenoise
- Conseiller général du canton de Fère-Champenoise

Mandats parlementaires
- 19 mars 1976 - 25 septembre 1983 : Sénateur de la Marne
- 25 septembre 1983 - 1er octobre 1992 : Sénateur de la Marne